# デキシーワンダーランド
「デキシーワンダーランド」は、1981年6月 - 7月にNHKの「みんなのうた」で放送された曲。作詞：R.ホジソン、作曲：E.ファーレイ&M.リレイ、訳詞・編曲・歌：外山善雄・洋一、演奏：デキシーランド・セインツ。

## 概要
原曲は「ザ・ミュージック・ゴーズ・ラウンド・アンド・ラウンド」。
1981年6月- 7月、NHKの『みんなのうた』で紹介された。映像は前田昭製作のアニメ。再放送は1981年10月 - 11月のみ。
外山喜雄が実子の外山洋一（当時6歳）とデュエットしている。
キングレコードより発売されている『NHKみんなのうた 大全集』に収録されている。どちらも光井章夫によるカバー版
- 1987年版『NHKみんなのうた 大全集8 しあわせのうた』[3][4]
- 1991年版『NHKみんなのうた 大全集9 しあわせのうた』